# Liste des cavités naturelles les plus profondes du Var
La liste des cavités naturelles les plus profondes du Var recense, sous forme de tableau(x), les cavités souterraines naturelles connues dans ce département français, dont le dénivelé est supérieur ou égal à cent mètres.
La communauté spéléologique considère qu'une cavité souterraine naturelle n'existe vraiment qu'à partir du moment où elle est « inventée » c'est-à-dire découverte (ou redécouverte), inventoriée, topographiée et publiée. Bien sûr, la réalité physique d'une cavité naturelle est la plupart du temps bien antérieure à sa découverte par l'homme ; cependant tant qu'elle n'est pas explorée, mesurée et révélée, la cavité naturelle n'appartient pas au domaine de la connaissance partagée.
La liste spéléométrique des 51 plus profondes cavités naturelles du Var (≥ cent mètres) est actualisée à fin décembre 2019.
La plus profonde cavité souterraine naturelle répertoriée dans le département du Var est  « le gouffre du Petit Saint-Cassien », sur la commune de Nans-les-Pins (cf. ligne 1 du tableau ci-dessous).
| \| Histogramme de la répartition des plus profondes cavités naturelles du Var par classe de dénivelé -- Les 51 cavités citées fin 2019 sont réparties en 4 classes de dénivelé -- \| \| \| \| \| \| \| \| \| \| \| \| \| \| \| classe I >= 500 m 0 cavité[s] \| classe II >= 200 m et < 500 m 12 cavités \| classe III >= 150 m et < 200 m 7 cavités \| classe IV >= 100 m et < 150 m 32 cavités \| \| |                               |                                          |                                          |                                          |  |
| Le graphique qui aurait dû être présenté ici ne peut pas être affiché car il utilise l'ancienne extension Graph, désactivée pour des questions de sécurité. Des indications pour créer un nouveau graphique avec la nouvelle extension Chart sont disponibles ici . |                               |                                          |                                          |                                          |  |
| Histogramme de la répartition des plus profondes cavités naturelles du Var par classe de dénivelé -- Les 51 cavités citées fin 2019 sont réparties en 4 classes de dénivelé -- |                               |                                          |                                          |                                          |  |
| |                               |                                          |                                          |                                          |  |
| | classe I >= 500 m 0 cavité[s] | classe II >= 200 m et < 500 m 12 cavités | classe III >= 150 m et < 200 m 7 cavités | classe IV >= 100 m et < 150 m 32 cavités |  |

## Cavités du Var (France) dont la dénivellation est supérieure ou égale à500 mètres
Aucune cavité n'est recensée dans cette « classe I » au 31-12-2019.

## Cavités du Var (France) dont la dénivellation est comprise entre200 mètreset499 mètres
12 cavités sont recensées dans cette « classe II » au 31-12-2019.
| Réf. | Cavité (autres noms)           | Commune            | Massif ou zone            | Coordonnées (WGS 84)        | Dénivelée (mètres) | Développe. (mètres) | Sources ou références                               | Mise à jour |
| ---- | ------------------------------ | ------------------ | ------------------------- | --------------------------- | ------------------ | ------------------- | --------------------------------------------------- | ----------- |
| 1    | Gouffre du Petit Saint Cassien | Nans-les-Pins      | Massif de la Sainte-Baume | 43° 21′ 10″ N, 5° 49′ 01″ E | +000403, m         | +10 865, m          | CDS 83, Paul Courbon, Spelunca n°139 & Grottocenter | 2017-11     |
| 2    | Aven Cyclopibus                | Signes             | Massif de Siou-Blanc      | 43° 13′ 46″ N, 5° 54′ 36″ E | +000378, m         | +0576, m            | CDS 83 & Grottocenter                               | 2017-11     |
| 3    | Aven du Sarcophage             | Le Revest-les-Eaux | Massif de Siou-Blanc      | 43° 12′ 18″ N, 5° 56′ 06″ E | +000362, m         | +0460, m            | CDS 83, Spelunca n°14 & Grottocenter                | 2017-11     |
| 4    | Aven du Caveau                 | Solliès-Toucas     | Massif de Siou-Blanc      | 43° 13′ 10″ N, 5° 56′ 21″ E | +000341, m         | +0600, m            | CDS 83 & Grottocenter                               | 2017-11     |
| 5    | Grand aven de Canjuers         | Aiguines           | Plan de Canjuers          | 43° 41′ 51″ N, 6° 19′ 12″ E | +000285, m         | +1 650, m           | Spéléométrie de la France, CDS 83 & Grottocenter    | 2017-11     |
| 6    | Aven de la Citerne             | Aiguines           | Plan de Canjuers          | 43° 42′ 44″ N, 6° 19′ 22″ E | +000280, m         | NC                  | CDS 83 & Grottocenter                               | 2017-11     |
| 7    | Réseau de la Tête du Cade      | Le Beausset        | Massif de Siou-Blanc      | 43° 14′ 04″ N, 5° 50′ 33″ E | +000275, m         | +3 048, m           | CDS 83 & Grottocenter                               | 2017-11     |
| 8    | Aven du Cercueil               | Solliès-Toucas     | Massif de Siou-Blanc      | 43° 12′ 51″ N, 5° 57′ 00″ E | +000238, m         | +0500, m            | CDS 83 & Grottocenter                               | 2017-11     |
| 9    | Aven de la Solitude            | Signes             | Massif de Siou-Blanc      | 43° 13′ 22″ N, 5° 56′ 00″ E | +000210, m         | NC                  | CDS 83 & Grottocenter                               | 2017-11     |
| 10   | Aven des Cistes                | Solliès-Toucas     | Massif de Siou-Blanc      | 43° 13′ 35″ N, 5° 57′ 07″ E | +000201, m         | +0231, m            | CDS 83 & Grottocenter                               | 2017-11     |
| 11   | Trou du Vent qui Siffle        | Signes             | Massif de Siou-Blanc      | 43° 14′ 40″ N, 5° 54′ 26″ E | +000200, m         | NC                  | CDS 83 & Grottocenter                               | 2017-11     |
| 12   | Aven des Plots                 | Solliès-Toucas     | Massif de Siou-Blanc      | 43° 13′ 43″ N, 5° 56′ 45″ E | +000200, m         | +0270, m            | CDS 83 & Grottocenter                               | 2017-11     |

## Cavités du Var (France) dont la dénivellation est comprise entre150 mètreset199 mètres
8 cavités sont recensées dans cette « classe III » au 25 décembre 2019.
| Réf. | Cavité (autres noms)          | Commune            | Massif ou zone            | Coordonnées (WGS 84)        | Dénivelée (mètres) | Développe. (mètres) | Sources ou références           | Mise à jour |
| ---- | ----------------------------- | ------------------ | ------------------------- | --------------------------- | ------------------ | ------------------- | ------------------------------- | ----------- |
| 13   | Gouffre du Loup               | Rougiers           | Massif de la Sainte-Baume | 43° 21′ 19″ N, 5° 49′ 28″ E | +000170, m         | +0270, m            | CDS 83 & Grottocenter           | 2019-01     |
| 14   | Aven Acheron                  | Evenos             | Massif de Siou-Blanc      | 43° 13′ 01″ N, 5° 55′ 07″ E | +000165, m         | +0215, m            | CDS 83 & Grottocenter           | 2017-11     |
| 15   | Aven des Gaulois              | Solliès-Toucas     | Massif de Siou-Blanc      | 43° 13′ 12″ N, 5° 57′ 43″ E | +000165, m         | NC                  | CDS 83 & Grottocenter           | 2017-11     |
| 16   | Le Ragas                      | Le Revest-les-Eaux | Massif de Siou-Blanc      | 43° 10′ 53″ N, 5° 56′ 06″ E | +000160, m         | NC                  | CDS 83, speleh2o & Grottocenter | 2021-03     |
| 17   | Grand aven du Jas de Laure    | Signes             | Massif de Siou-Blanc      | 43° 14′ 28″ N, 5° 54′ 43″ E | +000157, m         | +0237, m            | CDS 83 & Grottocenter           | 2017-11     |
| 18   | Aven Tagada                   | Solliès-Toucas     | Massif de Siou-Blanc      | 43° 14′ 03″ N, 5° 57′ 03″ E | +000155, m         | +0215, m            | CDS 83 & Grottocenter           | 2017-11     |
| 19   | Embut de la Plaine des Enfers | Signes             | Massif de la Sainte-Baume | 43° 18′ 03″ N, 5° 46′ 31″ E | +000152, m         | +0322, m            | CDS 83 & Grottocenter           | 2017-11     |
| 20   | Aven de l'Étrier              | Signes             | Massif de Siou-Blanc      | 43° 13′ 06″ N, 5° 55′ 10″ E | +000152, m         | NC                  | CDS 83 & Grottocenter           | 2017-11     |

## Cavités du Var (France) dont la dénivellation est comprise entre100 mètreset149 mètres
31 cavités sont recensées dans cette « classe IV » au 25-12-2019.
| Réf. | Cavité (autres noms)            | Commune            | Massif ou zone            | Coordonnées (WGS 84)        | Dénivelée (mètres) | Développe. (mètres) | Sources ou références                 | Mise à jour |
| ---- | ------------------------------- | ------------------ | ------------------------- | --------------------------- | ------------------ | ------------------- | ------------------------------------- | ----------- |
| 21   | Aven du Clos del Fayoun         | Aiguines           | Plan de Canjuers          | 43° 42′ 45″ N, 6° 21′ 40″ E | +000140, m         | +0600, m            | CDS 83                                | 2017-11     |
| 22   | Abîme de Maramoye               | Le Beausset        | Massif de Siou-Blanc      | 43° 13′ 37″ N, 5° 51′ 29″ E | +000140, m         | +1 200, m           | CDS 83 & Grottocenter                 | 2017-11     |
| 23   | Gouffre de l'Eau-Relie          | Mazaugues          | Massif de la Sainte-Baume | 43° 21′ 15″ N, 5° 49′ 44″ E | +000138, m         | +0980, m            | CDS 83, Spelunca n°132 & Grottocenter | 2017-11     |
| 24   | Aven des Noyers                 | Aiguines           | Plan de Canjuers          | 43° 43′ 17″ N, 6° 22′ 48″ E | +000137, m         | +0197, m            | CDS 83 & Grottocenter                 | 2017-11     |
| 25   | Grand aven de la Nouguière      | Aiguines           | Plan de Canjuers          | 43° 41′ 42″ N, 6° 19′ 18″ E | +000137, m         | +0177, m            | CDS 83 & Grottocenter                 | 2017-11     |
| 26   | Source de Saint-Antoine         | Toulon             | Mont Faron                | 43° 08′ 40″ N, 5° 54′ 48″ E | +000135, m         | +0800, m            | CDS 83, Paul Courbon & speleh2o       | 2017-11     |
| 27   | Aven du Mouret                  | Châteaudouble      | Bois des Prannes          | 43° 35′ 27″ N, 6° 25′ 15″ E | +000131, m         | +7 408, m           | CDS 83 & Grottocenter                 | 2017-11     |
| 28   | Ragage des Fenouils             | Solliès-Toucas     | Massif de Siou-Blanc      | 43° 12′ 06″ N, 5° 58′ 04″ E | +000127, m         | +0227, m            | CDS 83 & Grottocenter                 | 2017-11     |
| 29   | Aven du Muguet                  | Solliès-Toucas     | Massif de Siou-Blanc      | 43° 14′ 15″ N, 5° 57′ 38″ E | +000127, m         | NC                  | CDS 83 & Grottocenter                 | 2017-11     |
| 30   | Aven de l'Écureuil              | Nans-les-Pins      | Massif de la Sainte-Baume | 43° 21′ 19″ N, 5° 49′ 14″ E | +000126, m         | NC                  | CDS 83                                | 2017-11     |
| 31   | Abîmes du Cierge                | Le Revest-les-Eaux | Massif de Siou-Blanc      | 43° 11′ 19″ N, 5° 56′ 43″ E | +000125, m         | NC                  | CDS 83 & Grottocenter                 | 2017-11     |
| 32   | Aven Thipauganahé               | Signes             | Massif de Siou-Blanc      | 43° 15′ 28″ N, 5° 51′ 10″ E | +000123, m         | +0243, m            | CDS 83 & Grottocenter                 | 2017-11     |
| 33   | Aven du Lys Martagon            | Solliès-Toucas     | Massif de Siou-Blanc      | 43° 13′ 07″ N, 5° 56′ 31″ E | +000123, m         | NC                  | CDS 83 & Grottocenter                 | 2017-11     |
| 34   | Aven Angèle                     | Solliès-Toucas     | Massif de Siou-Blanc      | 43° 13′ 06″ N, 5° 57′ 59″ E | +000122, m         | NC                  | CDS 83 & Grottocenter                 | 2017-11     |
| 35   | Aven des Ajoncs                 | Evenos             | Massif de Siou-Blanc      | 43° 12′ 21″ N, 5° 51′ 52″ E | +000117, m         | +0600, m            | CDS 83 & Grottocenter                 | 2017-11     |
| 36   | Aven de Mocrouis                | Aiguines           | Plan de Canjuers          | 43° 44′ 32″ N, 6° 14′ 11″ E | +000117, m         | +0157, m            | CDS 83 & Grottocenter                 | 2017-11     |
| 37   | Aven Dandu                      | Comps              | Plan de Canjuers          | 43° 42′ 41″ N, 6° 32′ 35″ E | +000117, m         | +0248, m            | CDS 83 & Grottocenter                 | 2017-11     |
| 38   | Aven Raber                      | Solliès-Toucas     | Massif de Siou-Blanc      | 43° 13′ 25″ N, 5° 56′ 44″ E | +000117, m         | NC                  | CDS 83 & Grottocenter                 | 2017-11     |
| 39   | Grande Foux de Nans             | Nans-les-Pins      | Massif de la Sainte-Baume | 43° 21′ 31″ N, 5° 47′ 45″ E | +000116, m         | +0800, m            | CDS 83 & speleh2o                     | 2021-03     |
| 40   | Aven du Mont Caume              | Evenos             | Massif de Siou-Blanc      | 43° 11′ 23″ N, 5° 54′ 50″ E | +000116, m         | +0216, m            | CDS 83 & Grottocenter                 | 2017-11     |
| 41   | Aven de la Piste aux Étoiles    | Solliès-Toucas     | Massif de Siou-Blanc      | 43° 12′ 18″ N, 5° 58′ 23″ E | +000116, m         | NC                  | CDS 83 & Grottocenter                 | 2017-11     |
| 42   | Aven l’Endémique                | Solliès-Toucas     | Massif de Siou-Blanc      | 43° 13′ 03″ N, 5° 56′ 39″ E | +000115, m         | +0140, m            | CDS 83 & Spelunca n°115               | 2017-11     |
| 43   | Karst des Morières n°2          | Solliès-Toucas     | Massif de Siou-Blanc      | 43° 12′ 08″ N, 5° 59′ 13″ E | +000115, m         | NC                  | CDS 83                                | 2017-11     |
| 44   | Trou Malleron                   | Signes             | Massif de Siou-Blanc      | 43° 13′ 46″ N, 5° 55′ 18″ E | +000110, m         | NC                  | CDS 83 & Grottocenter                 | 2017-11     |
| 45   | Failles de Bouvois              | Chateaudouble      | Bois des Prannes          | 43° 36′ 09″ N, 6° 26′ 16″ E | +000110, m         | +0225, m            | CDS 83 & Grottocenter                 | 2017-11     |
| 46   | Aven du Palan                   | Signes             | Massif de Siou-Blanc      | 43° 13′ 58″ N, 5° 55′ 15″ E | +000107, m         | NC                  | CDS 83 & Grottocenter                 | 2017-11     |
| 47   | Aven du Trésor Secret           | Signes             | Massif de Siou-Blanc      | 43° 13′ 22″ N, 5° 54′ 24″ E | +000105, m         | +0105, m            | CDS 83 & Grottocenter                 | 2017-11     |
| 48   | Aven Jean-Pierre Claustre       | Signes             | Massif de Siou-Blanc      | 43° 13′ 32″ N, 5° 54′ 25″ E | +000103, m         | +0183, m            | CDS 83 & Grottocenter                 | 2017-11     |
| 49   | Aven de la Ripelle              | Le Revest-les-Eaux | Massif de Siou-Blanc      | 43° 10′ 00″ N, 5° 57′ 35″ E | +000102, m         | +0500, m            | CDS 83 & Grottocenter                 | 2017-11     |
| 50   | Aven Provençal                  | Signes             | Massif de Siou-Blanc      | 43° 13′ 44″ N, 5° 55′ 19″ E | +000102, m         | +0102, m            | CDS 83 & Grottocenter                 | 2017-11     |
| 51   | Karst de la galerie de Morières | Solliès-Toucas     | Massif de Siou-Blanc      | 43° 12′ 45″ N, 5° 58′ 49″ E | +000100, m         | +0100, m            | CDS 83 & Grottocenter                 | 2017-11     |